# Claoxylon lambiricum
Claoxylon lambiricum är en törelväxtart som beskrevs av Airy Shaw. Claoxylon lambiricum ingår i släktet Claoxylon och familjen törelväxter. Inga underarter finns listade i Catalogue of Life.